# Bicellariella levinseni
Bicellariella levinseni är en mossdjursart som beskrevs av Harmer 1926. Bicellariella levinseni ingår i släktet Bicellariella och familjen Bugulidae. Inga underarter finns listade i Catalogue of Life.